# Archeologia dei paesaggi
L'archeologia dei paesaggi è la disciplina che studia, utilizzando fonti, metodologie e procedure diverse, i paesaggi del passato e il loro stratificarsi nei diversi ambiti o comprensori geografici e a seconda del periodo storico. Fra un concetto spaziale come quello di comprensorio e un concetto prevalentemente storico come quello di territorio sono sottesi nessi innumerevoli. Questi nessi sono sufficienti a sintetizzare i contenuti storico-culturali di una ricerca e le strutture geografiche che da questi sono originate.

## Cause che portano alla mutazione del paesaggio
Le formazioni della storia e le strutture geografiche in senso letterale rappresentano un binomio fecondo nelle fasi di più intensa interazione. Questa interazione genera a sua volta, senza soste, paesaggio, anzi multiformi paesaggi. In senso archeologico il paesaggio va inteso come il prodotto della storia, che dissemina comprensori e territori, a seconda dei momenti e delle formazioni politiche, istituzionali, economiche, sociali e culturali, di strutture che antropizzano i comprensori e i territori medesimi. È la storia a costruire paesaggi diversi, paesaggi con limiti cronologici frastagliati, confini geografici approssimativi e una tendenza spiccata a presentarsi in forme variabili a seconda dello spazio locale. Percorrendo la strada che attraversa il Chianti, oggi si percepisce nettamente il paesaggio della monocoltura vitivinicola e dell'agriturismo assai più che il fatto di essere in questo o quel territorio comunale, in questa o quella provincia. Si tratta, in questo caso, di uno spazio regionale che ha costruito in maniera prepotente il paesaggio contemporaneo e l'immagine che intende rappresentarne all'esterno.

## Le ville romane come esempio concreto
Lo stesso ragionamento può esser fatto riguardo al fenomeno della villa romana di età tardo-repubblicana. In questo caso le nostre principali fonti per l'individuazione di ville romane sul terreno sono: la letteratura antica (Cicerone, Varrone ed altri), le iscrizioni, la toponomastica, lo studio delle immagini remote (aeree e satellitari) e così via, fino ad arrivare alla ricognizione archeologica. Da tutte queste fonti emerge con altrettanta prepotenza un paesaggio della villa romana che può esser cominciato prima (II secolo a.C.) in certe zone (Lazio, Campania settentrionale ed Etruria meridionale) rispetto ad altre ed essersi sviluppato più tardivamente ancora (I secolo a.C.) altrove (Puglia, Calabria) magari anche in maniera incompleta. Questo paesaggio segna con particolare vigore le regioni dell'Italia centrale tirrenica, lo scenario nel quale i relitti di quegli assetti sono ancora oggi percettibili malgrado tante e tanto profonde alterazioni e manomissioni. Le mutazioni del paesaggio della villa sono tali e tante che, anche all'interno della stessa regione storica, possono strutturarsi paesaggi assai differenti. La costa dell'Etruria meridionale compresa fra la foce del Tevere e il golfo di Talamone, per esempio, è molto ricca di ville romane e le piccole valli aperte verso il mare hanno ospitato decine di questi lussuosi edifici. A nord di Talamone, in corrispondenza con l'inizio del territorio di Roselle e di quella che comunemente viene chiamata Etruria settentrionale, le ville romane si rarefanno. A nord di Grosseto e del lago di Bolsena le ville romane sono poche in rapporto a quelle enormi estensioni di terreno e privilegiano soltanto alcuni specifici habitat, particolarmente attraenti.

## L'importanza del paesaggio
Il concetto di “paesaggio” in archeologia può quindi essere strumento utile alla definizione e alla comprensione del dispiegarsi sul terreno di una particolare situazione storica (in questo caso la vocazione fondiaria delle aristocrazie senatorie) e delle tipologie processuali dai vari fenomeni seguite. Detto che esiste un certo tipo di paesaggio, occorrerà naturalmente tenere presente che possono esserci delle varianti fra il sistema della villa, configuratosi in maniera diversa nelle regioni centrali rispetto a quelle periferiche dell'Italia antica, più lontane da Roma. Non diversamente, prima dei paesaggi delle ville, altri se ne sono avuti, ora più ora meno complessi e articolati (si pensi alle frequentazioni di epoca etrusca) e lo stesso è accaduto dopo (i villaggi, i castelli, la mezzadria) fino ad arrivare all'industrializzazione e al paesaggio dell'agriturismo ancora sotto i nostri occhi. Non si intende qui per paesaggio una determinata situazione geografica, circoscritta, descritta da un pittore o da uno scrittore (saggi in De Seta 1982), sorgente dall'ispirazione e alla funzione che un determinato paesaggio deve svolgere nell'ambito della narrazione. Il paesaggio dell'artista serve dunque a sostenere l'ambientazione di vicende umane con le quali può avere un rapporto stretto e determinante oppure di pura coincidenza. Il paesaggio dell'arte cessa di essere contenitore di storia, prodotto di processi storici e rappresentazione scenica e diviene funzionale alle vicende che si vogliono rappresentare.

## Il concetto di paesaggio
Nella geografia il concetto di paesaggio evoca immediatamente il libro di Emilio Sereni, edito nel 1976. Nel titolo del libro la parola “paesaggio”, al singolare, è seguita dall'attributo “agrario”, dall'autore visto non soltanto come immagine ma come esito di una serie di situazioni storiche, ovvero come convergenza degli eventi che fanno la storia di un comprensorio plasmandone la superficie, sommando, sottraendo, costruendo, distruggendo. In questo sta la novità. Per l'archeologo i paesaggi sono, o dovrebbero essere, complesse stratificazioni da leggere studiando un comprensorio in estensione. L'archeologia dei paesaggi ambisce a studiare i paesaggi stratificati di un comprensorio. La storia produce paesaggi, operando sui quadri ambientali naturali attraverso le azioni dell'uomo. Queste, strutture e infrastrutture necessarie alla vita, all'agire economico, culturale e spirituale, in maniera diversa e con diversa complessità si sovrappongono al substrato naturale e si inseriscono in un'eredità storica che va progressivamente arricchendosi, secondo un processo paragonabile alle trasformazioni inarrestabili del patrimonio genetico di un individuo, che continuano, anche dopo la sua morte, nelle generazioni successive.

## L'impatto dell'uomo sul paesaggio
L'uomo che, per definizione, ha maggiore impatto sul paesaggio è l'uomo economico, che abita, produce, consuma, costruisce, coltiva, fabbrica, traffica. Questa visione contiene molte verità ma è incompleta, in quanto condizionata dal punto di osservazione dei moderni, che dal XVI secolo vivono un mondo profondamente segnato dalla grande avventura del capitalismo e dai suoi esiti nel XX secolo, fino ad arrivare all'epoca post-industriale. In realtà, il complesso gioco dei fattori che generano i paesaggi storici non può essere circoscritto alla sola economia. La tentazione economicistica e materialistica, rischiosa per i paesaggi del nostro tempo, diviene distorcente per i paesaggi antichi. In questo senso il concetto di “paesaggio” espresso da Sereni appare parziale, almeno da un punto di vista archeologico. I paesaggi possono infatti stratificarsi anche per cause diverse e per fattori non propriamente o non direttamente economici, come avviene nei casi di alcune importanti aree sacre dell'Italia antica, situate nei boschi o nei pressi di un villaggio di scarsa entità, talvolta marginali, se osservate dal punto di vista delle grandi città o delle grandi vie di comunicazione. In questi casi la marginalità si fa centralità e queste aree erano spesso i centri, religiosi, culturali e sociali, di ampi spazi geografici. Talvolta esse finivano per essere anche i centri di un potere istituzionale ed economico, mutuato attraverso i villaggi e gli abitati. In questa prospettiva, che si discosta dalla mentalità moderna e che si avvicina a quella antica, anche una montagna isolata diventava luogo centrale e spesso punto di tangenza dei confini fra territori diversi. I fenomeni di antropizzazione, meno marcati in senso materiale, procedevano attraverso i quadri ambientali naturali con forme di preservazione. Ancora in età romana, certi paesaggi sacri, esclusi dalle centuriazioni, non coltivati né popolati, erano al tempo stesso antropizzati in senso immateriale e quindi preservati. In questo modo il tema della definizione del paesaggio archeologico può essere reimpostato su basi più concrete.

## La rilevanza economica sul paesaggio
La rilevanza economica di un comprensorio indica che la struttura del comprensorio è in grado di sostenere elevati livelli produttivi in determinati settori e che le potenzialità economiche possono attrarre forza lavoro e sono sfruttate in modo soddisfacente da gruppi umani e compagini sociali attrezzate per farlo. All'opposto, le aree sacre montane rappresentano casi tipici di paesaggi sorti per impulsi almeno entro certi limiti svincolati dall'economia oppure non direttamente legati ai fattori economici. Questo invito al superamento delle visioni troppo restrittive degli spazi geografici ha lo scopo di far emergere anche gli intrecci più nascosti fra le pieghe dei paesaggi antichi. Forse non esistono leggi che regolino i processi di formazione di un paesaggio o, forse, è preferibile ammettere che non sempre eventuali leggi possono essere individuate e interpretate. Sarà, in ogni caso, apprezzabile che sin dall'inizio vengano stabilite le regole del gioco, ovvero i principi che guideranno la ricerca. La prima regola da fissare dovrà descrivere le idee e i motivi che hanno ispirato la scelta del contesto. L'ambiente entra solo marginalmente in questo ragionamento. Si tratta, infatti, di un concetto quasi paradossale nell'ambito della archeologia dei paesaggi. In quanto formazione storica operante in uno spazio dato, il paesaggio è fattore di trasformazione profonda dell'ambiente naturale.

## L'antropizzazione del paesaggio
Il concetto di ambiente antropizzato appare superfluo perché l'uomo con l'ambiente si è sempre dovuto misurare e l'ambiente (antropizzato) è comunque la somma di condizioni naturali e di condizioni storiche. Oggi tutte le zone della terra, in misura diversa, possono essere considerate “paesaggi” o somme di paesaggi diversi, non esistendo più aree del pianeta che possano essere considerate “naturali”. L'azione umana, oggi come nel passato, non si è mai limitata a grattare la superficie terrestre usandone limitatamente le risorse ma, anche quando è stata circoscritta nell'intensità e nella portata, ha innescato processi di trasformazione con effetti millenari e profondi. L'archeologo dei paesaggi si trova di fronte, più che a un ambiente naturale, ad una catena di ecofatti, o di componenti dei diversi paesaggi stratificati, variamente distribuiti nel tempo e nello spazio. Gli ambienti, anche quando appaiono naturali, sono comunque prodotti di processi storici di varia durata. Negli ecofatti si riflettono tracce e potenzialità ambientali che caratterizzano un determinato spazio geografico e che sono attrattori nei confronti gruppi umani e formazioni sociali: cave di pietra da costruzione o di argilla, distretti minerari, lagune pescose, valli favorevoli alla viticoltura. Anche gli ecofatti si intrecciano inestricabilmente con il paesaggio e con le sue sorti. Il concetto di paesaggio appare dunque, una volta di più, indispensabile non tanto nell'ambito della programmazione della ricerca, trattandosi di una definizione già fortemente interpretativa e non potendo prescindere da un'avanzata fase di raccolta dei dati, quanto nella rappresentazione finale, nella sintesi ultima della storia di un particolare spazio locale. La complessità dell'intreccio ha acquisito rilevanza con il nostro tempo e con le tensioni che lo attraversano. Solo fino a mezzo secolo fa, nessuno, o pochissime persone, nella politica, nell'economia e nella cultura, riuscivano a comprendere che la natura, l'ambiente, le stesse ricchezze paesaggistiche potessero esaurirsi. Il dibattito nelle scienze geografiche nel dopoguerra appariva concentrato in gran parte sui temi delle risorse e delle fonti di energia. La consapevolezza che le risorse primarie del pianeta fossero meno rinnovabili di quanto si pensasse si è fatta strada con il tempo e si è consolidata negli anni settanta del secolo scorso. Al tempo, un'altra definizione si è affermata, quella dei beni culturali, e quindi dei paesaggi, urbani e rurali che fossero, da considerare non soltanto come prodotti di processi storici di variabile durata, ma anche come beni, appunto, ovvero risorse (apparentemente) rinnovabili, da sfruttare e da far fruttare. La risorsa “paesistica” è divenuta un'attrattiva, in senso storico-culturale e naturale, che i diversi comprensori possono offrire, fonte di ricchezza per le comunità post-industriali. A pochi decenni di distanza anche questo tipo di approccio appare logoro, come appare dai nostri centri storici soffocati dai flussi turistici e dalle nostre coste e campagne, svendute e svilite nel nome delle denominazioni di origine controllata e del profitto senza scrupoli.